# تنه سرخرگی دنده‌ای-گردنی
تنه سرخرگی دنده‌ای-گردنی (به لاتین: Truncus costocervicalis) تنه‌ای است که از بخش بالایی-پشتی دومین بخش سرخرگ زیرترقوه‌ای منشأ می‌گیرد؛ در پشت ماهیچه نردبانی قدامی سمت راست و در سوی داخل همان ماهیچه در سمت چپ.
ضمن گذر به سوی عقب، این تنه به دو شاخه تقسیم می‌شود: سرخرگ گردنی عمقی و سرخرگ میان‌دنده‌ای بالایی یا والا (بالاترین سرخرگ میان‌دنده‌ای) که از پشت پرده جنب و در جلوی گردن دنده‌های اول و دوم پایین می‌رود و با نخستین سرخرگ میان‌دنده‌ای آئورتی (سومین سرخرگ میان‌دنده‌ای پشتی)، بازپیوندی (آناستوموز) می‌کند.
هنگامی که با گردن نخستین دنده مواجه می‌شود، در سمت داخل انشعاب جلویی نخستین عصب توراسیک جای می‌گیرد، همچنین در سمت خارج نخستین گانگلیون توراسیک تنه سمپاتیک.
در نخستین فضای میان‌دنده‌ای، از خود شاخه‌ای بیرون می‌دهد که به شیوه‌ای مشابه سرخرگ‌های میان‌دنده‌ای آئورتی توزیع می‌شود.
شاخه‌ای که برای دومین فضای میان‌دنده‌ای منشعب می‌شود، معمولاً به شاخه دیگری می‌پیوندد که از شریان میان‌دنده‌ای والا منشعب شده‌است.
این شاخه همیشه وجود ندارد، اما معمولاً در سمت راست یافت می‌شود. هنگامی که وجود نداشته باشد، یک شاخه میان‌دنده‌ای از آئورت جای آن را می‌گیرد.
هر سرخرگ میان‌دنده‌ای از خود یک شاخه پشتی بیرون می‌دهد که به سوی ماهیچه‌های مهره‌ای پشتی می‌رود، همچنین یک شاخه کوچک خاری که از راه سوراخ بین مهره‌ای متناظر خود به سوی طناب نخاعی و غشاهای آن می‌رود.